# Emigrazione ticinese in California
L'emigrazione ticinese verso la California durante il XIX secolo è cominciata con la scoperta dell'oro.

## Descrizione
I primi due ticinesi furono dei leventinesi che arrivano a San Francisco nel 1849. Negli anni successivi il numero di emigranti aumenta e varia da meno di cento fino a diverse centinaia. La maggioranza proveniva dalle valli superiori del Ticino, soprattutto dalla Valle Maggia e dalla Leventina. Sovente il comune o il patriziato prestavano i soldi per il viaggio. L'emigrante si rivolgeva ad un'agenzia di viaggio e firmava un contratto dove si precisava il percorso e il vitto. Bisognava prendere la diligenza e spesso attraversare il passo del San Gottardo a piedi. A Lucerna si poteva prendere la ferrovia.
I porti marittimi utilizzati erano Le Havre, Amburgo e Anversa ma capitava di andare prima a Londra e lavorare qualche tempo allo scopo di poter poi emigrare in America.
Il viaggio durava diversi mesi poiché bisognava aggirare il Continente sudamericano o sbarcare a Colón e attraversare l'istmo di Panama. Nel 1869 la costruzione della ferrovia che andava da New York a San Francisco raccorciò notevolmente la durata del viaggio.
Nel 1853 il generale Radetzky, governatore del Regno lombardo-veneto, ordina l'espulsione dei ticinesi e la chiusura della frontiera. Ciò provocò un forte aumento dell'emigrazione ticinese verso la California.
La congiuntura economica e gli eventi politici e climatici influenzano molto il flusso di emigranti. Per il Ticino, oltre alla chiusura della frontiera ci sono le vicissitudini politiche locali, le inondazioni che distruggono i campi e le strade e le facilitazioni di viaggio. Negli Stati Uniti, la guerra di secessione e le diverse crisi economiche sono un freno all'emigrazione.
Analizzando i fogli del censimento californiano del 1870, Perret trova 882 ticinesi ma precisa che il numero vero era forse il doppio. Nel 1930 i californiani d'origine ticinese erano circa 20000 su un totale di 5'677'251 abitanti. Il numero totale di ticinesi che si sono recati in California è molto più grande poiché le persone ritornate in patria non figurano nel censimento del 1930.
La stragrande maggioranza dei ticinesi si occupa dell'allevamento del bestiame e della produzione di latte. Nei racconti degli emigranti si parla sovente del duro lavoro dei mungitori che si dovevano occupare di un grande numero di mucche. I ranch californiani erano molto più estesi delle aziende agricole alpine. In inverno capitava che non c'era più lavoro e allora bisognava cercare un'altra occupazione nelle segherie o nelle industrie.
Sovente l'emigrato cominciava come vaccaio ma poi con i risparmi e un credito bancario acquistava un piccolo ranch. Nel 1896 fu fondata la Banca Svizzera Americana con sede a Locarno e agenzie a San Francisco e San Luis Obispo allo scopo di raccogliere i risparmi dei ticinesi. Nel 1909 l'agenzia di San Francisco divenne un istituto autonomo.
I minatori erano poco numerosi, soprattutto dopo l'esaurimento dei filoni auriferi.
L'insediamento dei ticinesi cominciò al Nord della California (regione di San Francisco) e si estese poi fino alle regioni più aride della frontiera messicana.
I principali insediamenti si possono raggruppare in cinque regioni.

### Catene costiere al Nord di San Francisco
Nelle contee di Sonoma, Marin, Humboldt, Napa, Solano e Mendocino troviamo numerosi ticinesi provenienti soprattutto dalla Valle Maggia. Il loro numero passa da 344 nel 1870 a 5110 nel 1930. Petaluma, Sonoma, Eureka, Ferndale e Tomales sono delle località che si trovano sovente nelle lettere scritte dagli emigranti.
Nella Contea di Sonoma i ticinesi svilupparono la coltivazione della vigna. A Petaluma ci sono anche degli avicoltori. Le fattorie sono disseminate in tutto questo vasto territorio dove la vera colonizzazione cominciò solo dopo la scoperta dell'oro (nel 1850 la popolazione della California era di 92 597 abitanti per una superficie dieci volte più grande della Svizzera).
La valle della Napa è conosciuta ancora oggi per i suoi vini. Nel 1881 c'erano 5 ticinesi che possedevano 22 ettari di vigneti. Provengono dalle regioni del Sopraceneri dove si coltiva la vigna (Verscio, Monte Carasso).
La promozione della produzione e vendita del vino degli emigranti svizzeri e italiani fu affidata all'Associazione Svizzero-Italiana di agricoltura. Questa società, che aveva la sua sede a San Francisco, fu in seguito chiamata la Italian Swiss Colony. All'inizio un ticinese faceva parte del comitato ma poi divenne una società interamente italiana.

### Catene costiere al Sud di San Francisco
Nelle contee di Monterey, San Luis Obispo, Santa Clara e Santa Barbara i ticinesi sono passati da 109 nel 1870 a 6075 nel 1930. Le principali colonie sono quelle di Castroville, Salinas, Soledad e King City. I ticinesi posseggono anche qui dei ranch e si occupano dell'allevamento del bestiame. Si creano delle latterie per commercializzare i loro prodotti. Ci sono anche degli orticoltori (produzione di insalata). L'industria alimentare è pure sviluppata e si producono formaggio e latte condensato.
Nella Contea di Santa Barbara i ticinesi fondarono la località di Casmalia che si chiamava all'inizio Someo in ricordo del loro villaggio d'origine in Valle Maggia. San Luis Obispo, Gaviota, Guadalupe, Gonzales, Soledad sono altre località che si trovano sovente nelle lettere scritte dagli emigranti.
In alcune regioni si trova persino del petrolio con un rapido arricchimento dei fortunati proprietari.

### Distretto di San Francisco
Nelle contee di San Francisco, Alameda, San Mateo e Contra Costa i ticinesi sono passati da 120 nel 1870 a 2550 nel 1930. I ticinesi lavorano negli alberghi e nei commerci di questa città.
San Francisco e Oakland sono delle località che si trovano sovente nelle lettere scritte dagli emigranti.
San Francisco è la sede di società di mutuo soccorso e di società patriottiche fondate dagli emigrati. Per la festa nazionale ed in altre feste i ticinesi si ritrovano per avere delle notizie dei compatrioti e del Ticino. Si pubblicano dei giornali con delle notizie sui membri della colonia e gli avvenimenti in patria.

### La Valle Centrale
La Central Valley comprende la valle di Sacramento al Nord e la valle di San Joaquin al Sud. Questa estesa pianura si trova tra la Sierra Nevada e le catene costiere. Grazie all'irrigazione (le piogge sono insufficienti in estate) è stato possibile praticare tutto l'anno l'allevamento del bestiame.
Nelle contee di questa regione, in particolare San Joaquin, Stanislaus, Fresno e Sacramento i ticinesi sono passati da 27 nel 1870 a 3570 nel 1930.
Stockton, Visalia, Dinuba e Cutler sono le località che si trovano sovente nelle lettere scritte dagli emigranti.

### La Sierra Nevada
La Sierra Nevada è conosciuta per la scoperta dell'oro nella sabbia dei torrenti e, più tardi, di un filone aurifero.
I ticinesi, provenienti soprattutto dalla Leventina e da Biasca restano poco tempo a lavorare nelle miniere. L'allevamento del bestiame corrisponde meglio alle loro attitudini.
Nelle contee di questa regione, in particolare Plumas, El Dorado, Stanislaus, Placer e Sierra i ticinesi sono passati da 253 nel 1870 a 1105 nel 1930.
Stockton, Visalia, Placerville, Grizzly Flat sono le località che si trovano sovente nelle lettere scritte dagli emigranti.

## Il declino
L'emigrazione ticinese è completamente cessata dopo l'ultima guerra mondiale. La seconda e soprattutto la terza generazione si sono assimilati nella popolazione locale secondo il fenomeno del melting pot. Il dialetto ticinese e la lingua italiana sono abbandonate. Gli agricoltori sono diventati una minoranza. I discendenti degli emigranti esercitano i più diversi mestieri e sono disseminati su tutto il territorio californiano e oltre le Montagne Rocciose. I cognomi delle famiglie, i nomi delle strade e le lapidi dei cimiteri sono i principali segni odierni dell'emigrazione ticinese.